# Vrécourt
Vrécourt es una comuna francesa situada en el departamento de Vosgos, en la región de Gran Este.

## Demografía
| 399 | 398 | 367 | 334 | 334 | 330 | 352 |
| Para los censos de 1962 a 1999 la población legal corresponde a la población sin duplicidades (Fuente: INSEE [Consultar]) |     |     |     |     |     |     |